# 布袋座火災
布袋座火災（ほていざかさい）は、1943年（昭和18年）3月6日に北海道虻田郡倶知安町にあった映画館「布袋座」で発生した火災である。死者208名を出す惨事となり、単独の火災では日本史上最悪の水準である。

## 概要
3月6日、倶知安町では産業組合を農業会に改組する記念式典を午前中に開催し、午後から記念招待映画会を『布袋座』で開いた。午後の映画会は昼の部と夜の部に分けて行われ、遠方の住民を招いた昼の部の映画会は無事行われ、近隣住民を招いた夜の部へと移った。
19時10分に映写室の映画フィルムから出火。当時のフィルムはセルロイド製であり、発火しやすいものであった。
当時、町警防団長だった木太善吉はこう証言している。
また、町役場勧業係主任だった成瀬徳右衛門は以下のように証言している。
以上の証言から、短時間で火勢が強くなり全焼したことが窺える。しかも、映写室は1階入り口近くにあったことから出口からの脱出は困難で、場内がパニックに陥る中で大勢の客が非常口へと殺到した。しかし、映画館の周辺には大量の積雪があり、非常口も窓も開かない状態だったことから多くの犠牲者を出す結果となった。
建物が焼け落ちた後で、町役場と警防団が中心となり遺体の収容作業を開始、しかし多くの犠牲者を出したことに加え犠牲者が後から後から出てくる中、検死と身元確認に時間がかかった。
犠牲者の遺体は、8・9両日に町営火葬場付近の畑と六郷の川原で火葬が行われ、12日に倶知安国民学校で合同葬が挙行された。
この火災では、昭和天皇から1500円の御救恤金（見舞金）が下賜されると共に、道庁・北海道農業会・北海道新聞が義援金を募り218,585円が集まった。これとは別に学童支援の募金も行われ、10,383円が集まっている。